# Breberen

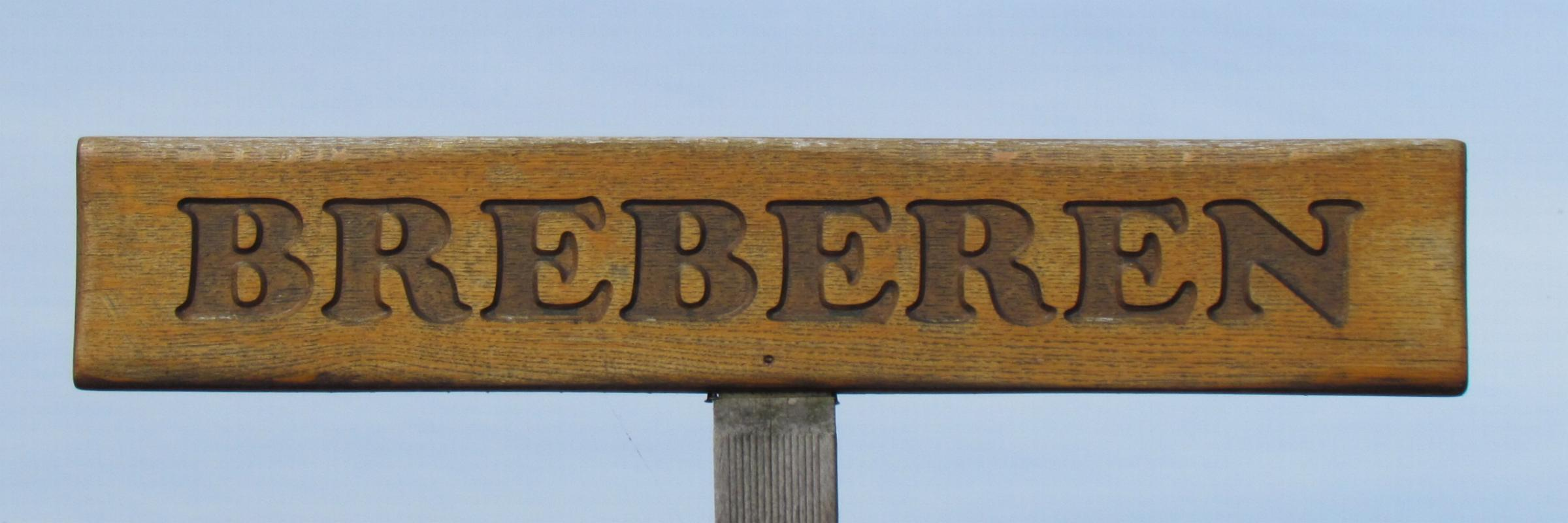
Ortsschild

Breberen ist ein Ortsteil der Gemeinde Gangelt im Kreis Heinsberg in Nordrhein-Westfalen.

## Geographie

### Lage
Breberen liegt circa vier Kilometer nördlich von Gangelt an den Kreisstraßen 3 und der 17. In der Nähe des Ortes, am Saeffeler Bach, befindet sich das Naturschutzgebiet Höngener- und Saeffeler Bruch.

### Gewässer
Bei Starkregen und bei Schneeschmelze fließt das Oberflächenwasser aus den Bereich Breberen in den Saeffeler Bach (GEWKZ 2818222) und dann weiter über den Rodebach in die Maas. Der Saeffeler Bach hat eine Länge von 12,747 km bei einem Gesamteinzugsgebiet von 47,479 km².

### Nachbarorte
| Saeffelen  | Bocket                                      | Laffeld    |
| Höngen     | Kompassrose, die auf Nachbargemeinden zeigt | Langbroich |
| Hastenrath | Gangelt                                     | Kreuzrath  |

### Siedlungsform
Breberen ist ein mehrzeiliges, beidseitig bebautes Straßendorf auf einer Terrasse oberhalb des Saeffeler Bachs.

## Geschichte

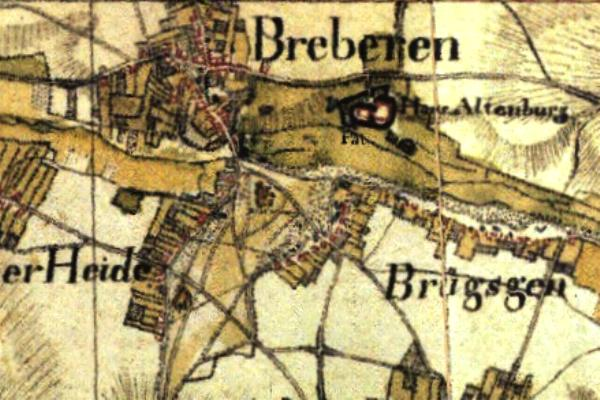
Breberen auf der Tranchotkarte 1803–1820

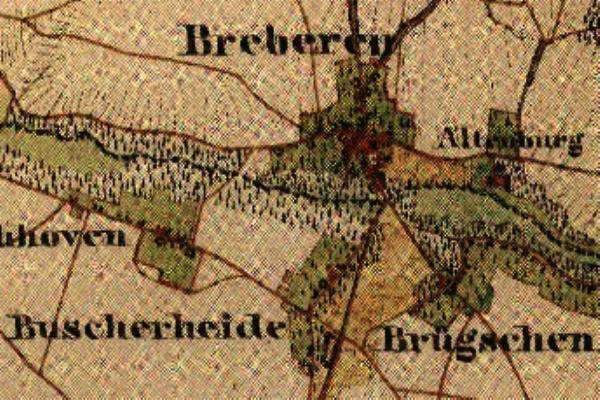
Breberen auf der Urkatasterkarte von 1846

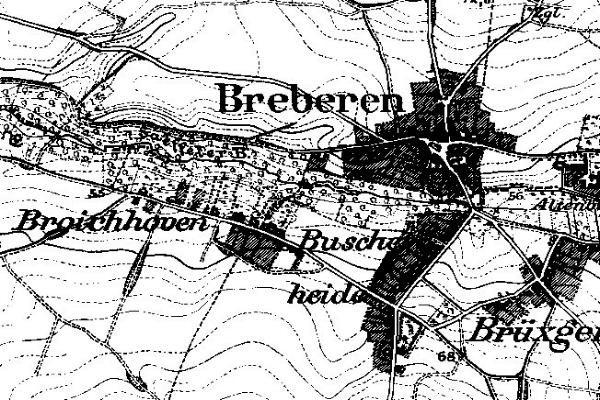
Breberen auf der Neuaufnahme von 1912

### Ortsname
- 1343 Breyberen
- 14. Jh. Bredbure
- 1455 Breedber
- 1457 Breydbuyr
- 1533 Bredberen
- 1595 Breberen

### Ortsgeschichte
Aus der Jungsteinzeit sind erste Besiedlungen des 'Kämpchen' im Ortsgebiet von Breberen und bei Kollweider Hof/Haus Altenburg durch archäologische Funde belegt.
Von Wilhelm Bodens sind Grabfunde aus Römischer Besiedlungszeit am nördlichen Ortsrand untersucht und beschrieben worden. Der Ortsname mit seinem Ursprung aus Buyr, Buere (für Heimort/Wohnplatz) wie in Breyberen, Bredbuere und den genannten Schriftformen weist auf eine breite (Brede...) freie Siedlungsfläche und belegt so eine regelmäßig Besiedlung auf dem Geländesporn um die heutige Kirche seit Frühfränkischer Zeit, also etwa ab dem 4. bis 5. Jahrhundert.
Während der Völkerwanderung, die im Jahre 375 im Osten begann und sich nach Westen hin ausbreitete, kamen die Franken bei ihren Wanderzügen über den Rhein. Als Stilicho die römischen Legionen zum Schutze des Mutterlandes nach Italien um das Jahr 406 abgezogen hatte, setzten die Franken ihre Wanderungen weiter fort und nahmen dabei auch unsere engere Heimat in Besitz. Als der fränkische König Chlodewech (481 bis 511) zur Regierung kam, saßen die salischen Franken westlich der Maas; sie hatten ihren Namen vom Salland, dem Gebiet der Yssala, der heutigen Yssel, erhalten. Die ripuarischen Franken wohnten an den Ufern des Mittel- und Niederrheins und hatten unter ihrem König Sigibert Köln zu ihrem Hauptort gemacht. Bei dem Versuch, sich auch nach Süden hin weiter auszudehnen, stießen die Franken unter ihrem König Chlodewech nach ihrem Sieg bei Soissons im Jahre 486 über den letzten Rest des Römerreiches unter Syagrius auf die Alemannen, die im Jahre 496 bei Tolbiacum, dem heutigen Zülpich, entscheidend geschlagen wurden. Veranlasst durch diesen Sieg nahm König Chlodewech mit seinen Großen das Christentum an. Chlodewechs vier Söhne erweiterten das Frankenreich, doch die langsam aufkommenden Grundherrschaften zersplitterten allmählich das weite Merowingerreich.
Breberen gehörte dann zum Jülicher Amt Millen. Reihengräber und eine Holzpfostenkirche des 8./9. Jahrhunderts sind archäologisch nachgewiesen. Der örtliche Fronhof war im 14. Jahrhundert ein Heinsberger Lehen. Das Patronatsrecht an der Kirche (St. Maternus), vielleicht ursprünglich eine Filiale von Echt-Susteren (Niederlande), befand sich in der Hand der Herren von Millen.
Breberen hatte 1828 insgesamt 382 Einwohner, 1852 waren es 443 Einwohner. Zur Gemeinde Breberen gehörten die Orte Brüxgen, Buscherheide und Nachbarheid. Am 1. Januar 1963 fusionierte Breberen mit Schümm zur neuen Gemeinde Breberen-Schümm. Mit dem Gesetz zur Neugliederung von Gemeinden des Selfkantkreises Geilenkirchen-Heinsberg vom 24. Juni 1969 wurde die Gemeinde Breberen-Schümm zum 1. Juli 1969 in die Gemeinde Gangelt eingegliedert.

### Kirchengeschichte

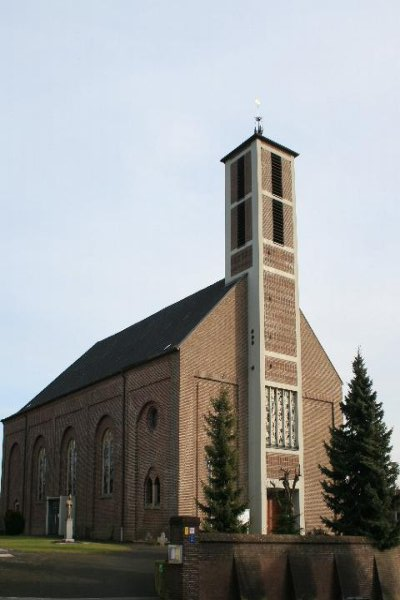
Katholische Pfarrkirche St. Maternus

Die Pfarre St. Maternus Breberen umfasst heute die Orte Breberen, Broichhoven, Brüxgen, Buscherheide, Nachbarheid und Schümm. Die Bevölkerung besteht zum größten Teil aus Katholiken.
Die Pfarre wurde urkundlich 1079 erwähnt. Die Herren von Millen waren die Grundherren. 1282 wurde die Grundherrschaft an die Herren von Heinsberg verkauft. Damit war auch das Patronat der Kirche verbunden. 1492 wurde die Kirche dem Heinsberger Gangolfusstift, das auch den Zehnt besaß, inkorporiert. Im 16. Jahrhundert war Breberen einer der regionalen Hauptorte der Aktivitäten der Täufer. Nach der Zugehörigkeit zum Bistum Lüttich, dem Erzbistum Köln und heute dem Bistum Aachen gehört Breberen seit 1925 zum Dekanat Gangelt. Die heutige Kirche wurde um 1830 erbaut und am 18. Oktober 1944 im Zweiten Weltkrieg gesprengt. 1954 wurde die Kirche mit einer neuen Fassade und einem Westturm neu aufgebaut.
Im Zuge der Pfarrgemeindereformen im Bistum Aachen wurde die ehemals eigenständige katholische Pfarrgemeinde St. Maternus Breberen in die Weggemeinschaft der katholischen Pfarrgemeinden Gangelt eingegliedert.

### Schulwesen
- Volksschule Brüxgen, 1925: 2 Klassen, 2 Stufen, 1 Lehrer, 1 Lehrerin, 84 Kinder
- Volksschule Breberen-Schümm 1965: 5 Klassen, 5 Lehrerstellen, 178 Kinder

## Politik
Gemäß § 3 (1) c) der Hauptsatzung der Gemeinde Gangelt bilden die Orte Breberen, Broichhoven, Brüxgen, Buscherheide, Nachbarheid und Schümm einen Gemeindebezirk. Der wird durch einen Ortsvorsteher im Gemeinderat der Gemeinde Gangelt vertreten. Stand 2014 ist Günther Dammers Ortsvorsteher des Gemeindebezirks.

## Infrastruktur
- Es existieren mehrere landwirtschaftliche Betriebe mit Tierhaltung, zwei Pferdehöfe, ein Betrieb für Gebäudeheizung und Sanitärtechnik, mehrere Malerbetriebe, eine Metzgerei, eine Bäckerei, ein Kindergarten, eine Apotheke, eine Fahrschule, eine Gärtnerei mit einem Blumengeschäft und mehrere Kleingewerbebetriebe.
- Es existiert die „Maternus Senioren Hausgemeinschaft“.
- Der Ort hat Anschluss an das Radverkehrsnetz NRW.
- Die katholische Grundschule befindet sich in Breberen am Heidweg 2[9]

## Verkehr

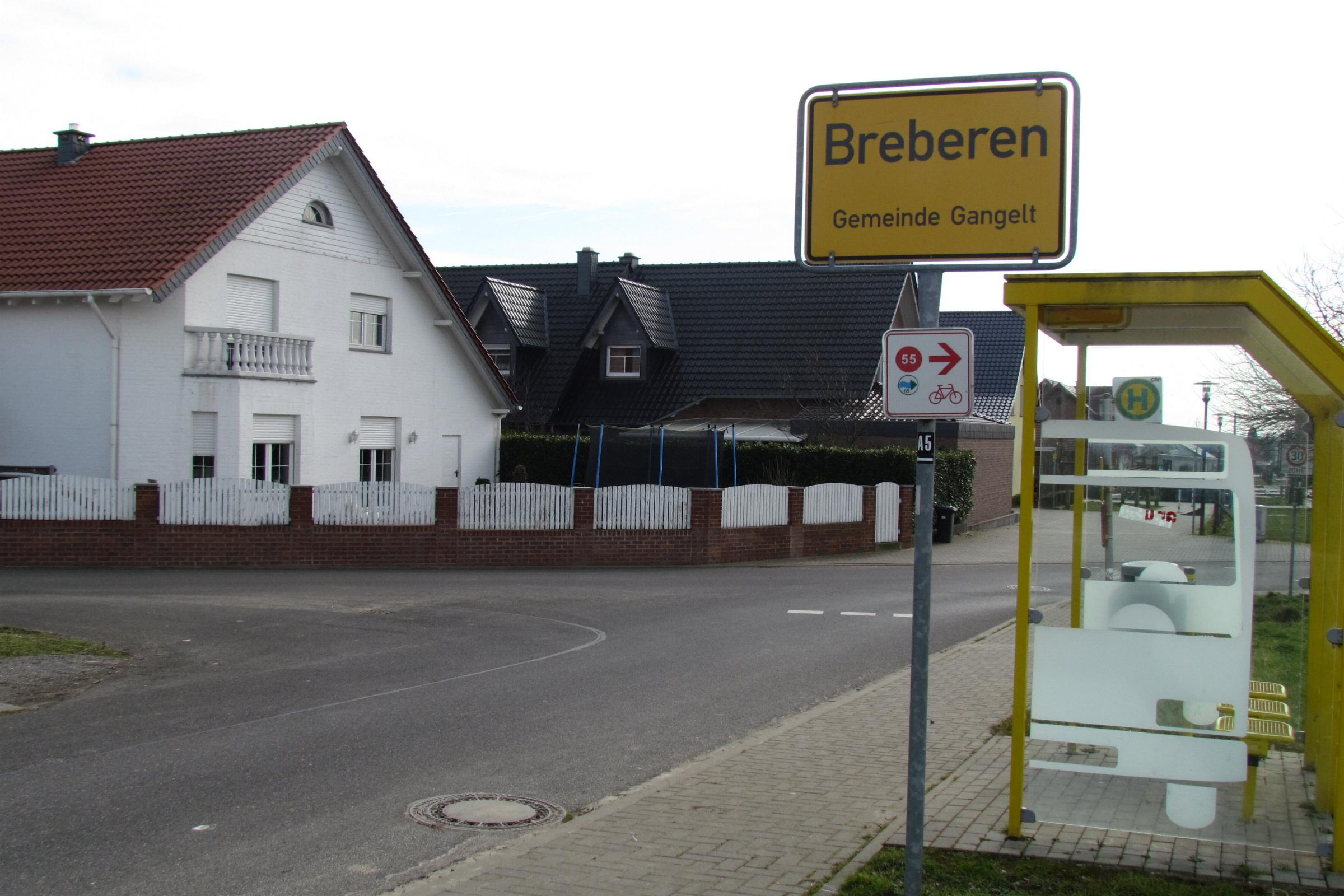
Bushaltestelle am Ortseingang

Die AVV-Linien 423, 434, 436, 474 und 475 der WestVerkehr verbinden Breberen wochentags mit Gangelt, Geilenkirchen und Höngen.
Zudem verkehrt der Multi-Bus seit dem 9. Juni 2024 kreisweit erweitert und zu einheitlichen Bedienzeiten. Mehr Informationen gibt es bei WestVerkehr.
| Linie | Verlauf |
| ----- | --- |
| 423   | (Stahe – Niederbusch) / (Kreuzrath – Birgden – Schierwaldenrath – Langbroich) – Birgden Schule oder Breberen Grundschule – (Schümm ←) Kievelberg – Hastenrath – Gangelt – Mindergangelt – Gangelt Bf – Vinteln – Langbroich                                                                 |
| 434   | Geilenkirchen Bf – Bauchem – Niederheid – Hatterath – Gillrath – Birgden – Schierwaldenrath Bf – Langbroich – Schümm – Brüxgen – Breberen – Saeffelen – Heilder – Höngen |
| 436   | Heinsberg Busbf – Selsten – (Hontem – (Waldfeucht –) Bocket –) Abzw. Nachbarheid – Breberen – Saeffelen – Heilder – Höngen (→ Stein → Havert → Schalbruch → Isenbruch → Millen → Tüddern)                                                                                                   |
| 474   | Heinsberg Busbf – (Aphoven – Laffeld –) Selsten – (Braunsrath – Löcken – Schöndorf – Obspringen – Brüggelchen) / Hontem – Waldfeucht – Bocket – Saeffelen / Abzw. Nachbarheid ← Breberen – (Harzelt ← Langbroich ←) (Kievelberg – Hastenrath) / (Brüxgen – Schümm) / Vinteln – Gangelt      |
| 475   | (Oberbruch – Unterbruch) / Heinsberg Agentur für Arbeit – Heinsberg Busbf – Lieck –Kirchhoven – Vinn – Haaren – Obspringen – Brüggelchen – Waldfeucht – Bocket – Abzw. Nachbarheid – Breberen – Saeffelen – Heilder – Höngen – (Stein – Havert – Schalbruch – Isenbruch – Millen –) Tüddern |

## Sehenswürdigkeiten

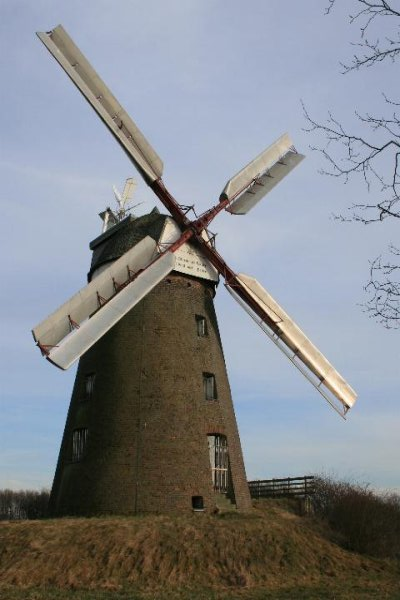
Historische Windmühle

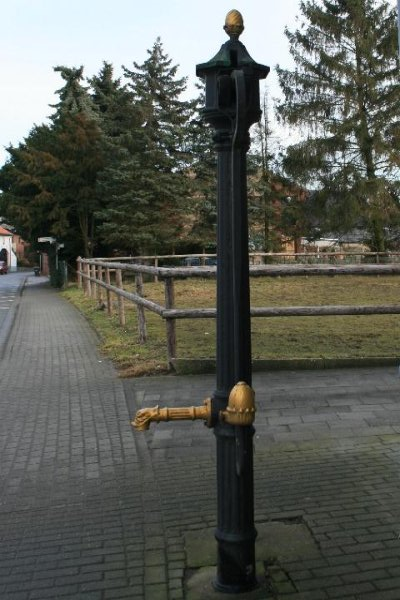
Alte Wasserpumpe

- Katholische Pfarrkirche St. Maternus in Breberen, errichtet 1827–1890, Westfassade 1954
- Buntverglasung in der katholischen Pfarrkirche[10]
- Windmühle Breberen von 1842 an der Selfkant-Mühlenstraße, als Denkmal Nr. 30, heute betrieben vom Verein historische Mühlen im Selfkant e. V.[11]
- Haus Altenburg in Breberen, heutige Bauten aus dem 17. und 18. Jahrhundert
- Wasserpumpe an der Römerstraße, als Denkmal Nr. 33

## Vereine
- Freiwillige Feuerwehr Gangelt, Löscheinheit Breberen
- Vereinte Schützen Breberen-Brüxgen e. V.
- Trommler- und Pfeifercorps Breberen e. V.
- Instrumentalverein St. Josef Breberen-Schümm e. V.
- Sportverein 1920 Breberen e. V.
- Reit- und Fahrverein Breberen e. V.
- Breberener Karnevalsverein 84 e. V.
- Frauengemeinschaft Breberen e. V.
- Kirchenchor St. Cäcilia Breberen e. V.
- Jugendgruppe Breberen
- Sozialverband VdK – Ortsverband Breberen

## Regelmäßige Veranstaltungen
- Vogelschuss der Bruderschaft
- Patronatsfest und Kirmes in Breberen
- St. Martin-Umzug in Breberen
- Maibaumerrichtung
- Pfingstfest an der Windmühle, im Rahmen des Deutschen Mühlentages.